# أوبري موريس
أوبري موريس (بالإنجليزية: Aubrey Morris)‏ هو ممثل بريطاني (وحمل سابقاً جنسية المملكة المتحدة لبريطانيا العظمى وأيرلندا)، ولد في 1 يونيو 1926 في المملكة المتحدة، وتوفي في 15 يوليو 2015 بلوس أنجلوس في الولايات المتحدة.

## أعمال

### أفلام
- (1971) برتقالة آلية[5]
- (1994) فتاتي 2

## وصلات خارجية
- أوبري موريس على موقع IMDb (الإنجليزية)
- أوبري موريس على موقع ألو سيني (الفرنسية)
- أوبري موريس على موقع أول موفي (الإنجليزية)
- أوبري موريس على موقع قاعدة بيانات برودواي على الإنترنت (الإنجليزية)
- أوبري موريس على موقع قاعدة بيانات الأفلام السويدية (السويدية)
- أوبري موريس على موقع ديسكوغز (الإنجليزية)
- أوبري موريس على موقع قاعدة بيانات الفيلم (الإنجليزية)
- أوبري موريس على موقع كينوبويسك (الروسية)